# Malefica
Malefica (Maleficent) è un personaggio immaginario della saga Disney La bella addormentata nel bosco. È apparsa per la prima volta come antagonista principale ne La bella addormentata nel bosco, per essere poi presente in numerose opere correlate al film o indipendenti da esso (serie TV, videogiochi, libri, fumetti, ecc.). 
Al cinema è stata interpretata da Angelina Jolie come protagonista del film live action Maleficent (2014) e del suo sequel Maleficent - Signora del male (2019). In televisione è stata interpretata da Kristin Bauer van Straten nella serie televisiva C'era una volta (2011-2018) e da Kristin Chenoweth nel film per la televisione Descendants (2015).
È considerata uno dei maggiormente iconici Cattivi Disney, tanto che Variety la pone al primo posto dei 10 migliori "cattivi" Disney di tutti i tempi. Mentre la rivista britannica Empire l'ha collocata al settimo posto della sua lista dei 50 personaggi dei cartoni animati migliori della storia.

## Biografia del personaggio

### La bella addormentata nel bosco(1959)
Malefica appare per la prima volta nel film al castello di re Stefano e della sua consorte, la regina Leah, durante la festa di battesimo della principessina Aurora, la bella addormentata nel bosco. Amareggiata per non aver ricevuto un invito, maledice la bambina principessa Aurora:
Una delle tre fate buone, Serenella, riesce però a mitigare la maledizione: se si pungerà Aurora non morirà, ma cadrà in un sonno profondo da cui potrà svegliarla solo il bacio del vero amore. In seguito le tre fate nascondono Aurora, chiamandola Rosaspina (detta anche Rosa), in una casa di campagna per evitare che la profezia si avveri. Per sedici anni Malefica cerca Aurora senza risultato: i suoi incompetenti scagnozzi, per tutti quegli anni, hanno cercato sempre una neonata. Infuriata per la loro idiozia, li fulmina con il suo scettro magico e si rivolge a Diablo, il suo corvo famiglio, affidandogli l'incarico di trovare la principessa. A causa di un litigio tra Flora e Serenella, il corvo non tarda a scoprire il loro nascondiglio, e riferisce tutto alla sua padrona. Quando Aurora torna al castello di re Stefano, in occasione del suo sedicesimo compleanno, Malefica, approfittando di un momento di distrazione delle fate, ipnotizza la ragazza trasformandosi in un alone di fumo verde e la guida in un passaggio segreto nella torre più alta del castello, dove prende le sembianze di un arcolaio, spingendo la principessa a pungersi con il fuso, dando così compimento alla maledizione.
Per evitare che il principe Filippo possa salvare la sua amata con un bacio, Malefica lo cattura tendendogli un agguato nella casetta nel bosco dove le tre fate avevano cresciuto Rosaspina. Mentre alla Montagna Proibita (dominio di Malefica) fervono i festeggiamenti per la vittoria, Malefica decide di stuzzicare il principe rinchiuso in una cella; ritenendosi ormai vincitrice, la strega si ritira per dormire, ma viene svegliata quasi subito dal frastuono causato dai suoi tirapiedi, impegnati a dare la caccia a Filippo, evaso dalla prigione con l'aiuto delle tre fate. Malefica tenta di fermarlo con tutti i suoi poteri, ma quando il giovane riesce a farsi strada attraverso la foresta di rovi che la strega ha evocato, lo affronta invocando tutte le forze del male, prendendo le sembianze di un enorme drago che, dopo un breve ma avvincente scontro, fa perdere lo scudo a Filippo. Tuttavia, con l'aiuto delle tre fate il principe colpisce mortalmente la strega al cuore con la sua spada prima che possa essere attaccato. Malefica muore dissolvendosi in una nuvola di fumo, lasciando solo il suo mantello con la spada in esso conficcata, dopo essere precipitata in un burrone.

### Maleficent(2014)
Il 20 gennaio 2010, l'ANSA pubblica la notizia, anticipata da voci di corridoio, che tra i lavori successivi di Tim Burton vi sarebbe stata una trasposizione cinematografica della fiaba La bella addormentata nel bosco, ideata secondo il punto di vista di Malefica..
Angelina Jolie è stata scelta per interpretare il ruolo di Malefica. Il 6 gennaio 2012 Deadline rivela che sarà il pluripremiato scenografo Robert Stromberg a esordire come regista del film. Il 19 giugno 2012 è stata diffusa nel web la prima immagine ufficiale che ritrae Angelina Jolie nei panni di Malefica. Il film, intitolato Maleficent, racconta l'intera fiaba della Principessa Aurora, la Bella Addormentata nel Bosco, aggiungendo però il passato misterioso di Malefica e i suoi propositi sul futuro. La pellicola è stata distribuita nelle sale cinematografiche italiane dal 28 maggio del 2014, mentre negli Stati Uniti dal 30 maggio.
In questo film si viene a conoscere il passato di Malefica: in principio era una fata buona (nonostante possedesse già il sinistro nome) munita di ali e protettrice della brughiera, un regno della foresta ambito dagli uomini del regno vicino. Si innamora di Stefano, il futuro padre di Aurora, il quale una volta adolescenti la bacerà definendolo il "bacio del vero amore", ma finendo poi per tradirla a causa della sua ambizione: per poter succedere a un re morente (affrontato e ferito a morte da Malefica stessa mentre tentava di impossessarsi della Brughiera), le taglia le ali nel sonno per poi prendersi il merito di aver ucciso la fata ed ottenendo così il trono tanto ambito. A causa di questo tradimento Malefica diventa fredda e crudele: crea una barriera di rovi invalicabile tra il suo regno e quello umano, e quando viene a sapere che Stefano ha una bambina, Aurora, si presenta al battesimo e la maledice, sentenziando che prima che finisca il giorno del suo sedicesimo anno la giovane si pungerà con un arcolaio e cadrà in un sonno eterno simile alla morte. Ironicamente, per ricordare a re Stefano il tradimento subito, stabilirà che solo il bacio del vero amore potrà risvegliarla, cioè qualcosa ritenuto da lei inesistente.
Nei 16 anni a seguire, Malefica segretamente controlla la crescita di Aurora (da lei soprannominata "Bestiolina") in attesa del fatidico giorno, finendo per affezionarsi alla ragazza e per diventare l'unica in grado di spezzare l'incantesimo: la maledizione infatti avrà luogo ma il bacio di un principe si rivelerà inutile, mentre sarà un bacio in fronte di un'affranta e profondamente pentita Malefica a risvegliare la principessa Aurora, la bella addormentata nel bosco.
Dopo la morte di re Stefano, che accecato dalla rabbia e al limite della pazzia non riconosce in Malefica la salvatrice di sua figlia e cade da una torre in un ultimo tentativo di ucciderla, la principessa Aurora diviene regina dei due regni, portando definitivamente la pace.

### Maleficent - Signora del male(2019)
Il 17 ottobre 2019 è stato distribuito il seguito della pellicola, Maleficent - Signora del male, con Angelina Jolie riconfermata nel ruolo della protagonista Malefica, come anche Elle Fanning nel ruolo di Aurora, la Bella Addormentata nel bosco.
Nel sequel, il principe Filippo chiede ad Aurora, ormai regina della Brughiera, di sposarlo, la quale nonostante i forti dubbi di Malefica accetta. La fata e la principessa vengono invitate a cena dai genitori di Filippo, re Giovanni e regina Ingrid (Michelle Pfeiffer). La regina Ingrid provoca Malefica ripetutamente, prima impedendole di cenare a causa delle posate e del calice in ferro voluti appositamente dalla regina per l'occasione facendo finta di non conoscere la debolezza delle creature magiche verso quel metallo, poi incalzandola più volte verbalmente. Non appena Malefica si alza furente con l'intento di abbandonare la cena, Ingrid approfitta del trambusto per pungere re Giovanni con il fuso dell'arcolaio maledetto e accusare Malefica di aver replicato il famoso sortilegio che un tempo colpì Aurora su suo marito.
Dopo aver sfondato una finestra, Malefica si sta ormai allontanando dal castello quando viene colpita da un proiettile di metallo tirato da Gerda, la scaltra complice della regina Ingrid. Precipita in mare, ma viene salvata da una misteriosa creatura le cui fattezze ricordano Malefica stessa: si scoprirà essere Conall, capo delle creature alate della medesima specie di Malefica e discendenti dalla fenice, le quali vivevano un tempo sparse su tutto il globo ma sono ormai relegate a sopravvivere in un profondo crepaccio, dopo essere state decimate dagli umani di ogni continente (se ne notano infatti razze dai tratti molto diversi tra loro, spaziando dai variopinti simili a pappagalli tropicali ai candidi di provenienza polare).
Nel frattempo si scopre che la Regina Ingrid da tempo si preparava alla guerra contro la Brughiera: nelle segrete del castello vengono alacremente fabbricate armi, soprattutto balestre caricate con proiettili di ferro, mentre in un laboratorio un elfo a cui la regina Ingrid stessa ha strappato le ali utilizza piccole fate e fiori rubati alla Brughiera per fabbricare una polvere che annienta all'istante qualsiasi essere magico al solo contatto.
Questa polvere viene utilizzata sia per sterminare gli abitanti della Brughiera, attirati nella cattedrale con la scusa del matrimonio, sia contro gli esseri alati, lanciatisi all'attacco contro il regno degli uomini. Quando la battaglia sembra volgere al peggio, Malefica si unisce all'assedio, arrivando al tanto atteso faccia a faccia con la regina. Aurora si intromette, e per proteggerla Malefica le fa da scudo finendo infilzata da una freccia impregnata del veleno dissolvendosi poi in cenere.
Quando tutto sembra ormai finito, le ceneri riprendono vita e Malefica risorge nella forma della Fenice. Ingrid viene sconfitta e trasformata in una capra, umani ed esseri fatati vengono pacificati e re Giovanni risvegliato dal maleficio. A suggellare la pace, viene finalmente celebrato il matrimonio tra Aurora, accompagnata all'altare da Malefica, e Filippo.
Malefica torna a vivere nella Brughiera, stavolta in compagnia della sua specie, promettendo di tornare presto per il battesimo del bambino: l'occhiolino che accompagna la promessa lascia intuire che Aurora sia già inconsapevolmente in dolce attesa, ma che ciò non sia sfuggito alla sua fata madrina.

## Caratterizzazione

### Personalità
Malefica appare come una persona sofisticata, calma e dalla parlata e i modi regali e signorili. Questa apparenza tuttavia nasconde un animo crudele, sadico, collerico e fortemente vendicativo. Non accetta sfide alla propria persona, arrivando a compiere vendette spaventose e mal sopporta l'incompetenza dei suoi sudditi, che arriva a punire con violenza per i loro fallimenti. Appare inoltre come un essere privo di emozioni al di fuori dell'odio, della rabbia e del rancore (cosa che — assieme all'aspetto fisico — la avvicina molto alla classica iconografia dei demoni) e, quando è infuriata, si lascia andare a violentissimi scatti di rabbia. Oltre al potere, sembra che l'unica cosa che le dia una parvenza di gioia e di soddisfazione sia il compiere il male ai danni del prossimo. Di contro, l'unica creatura per la quale Malefica sembra provare un minimo di affetto e di fiducia è il corvo (di nome Diablo ma mai nominato nel film del 1959), che apostrofa sempre con l'affettuoso epiteto "mio diletto".
Nel live-action del 2014 e nel suo sequel, la caratterizzazione del personaggio viene molto modificata: è resa molto meno una strega malvagia, e il suo odio e la sua diffidenza nei confronti degli umani derivano dal grave tradimento che ha subito da parte di re Stefano, di cui era innamorata (il quale le mozzò le ali nel sonno). Possiede un'anima dolce e affettuosa sotto ai suoi quotidiani modi di fare e, come protettrice della Brughiera, ha il compito di difendere i suoi abitanti dalle minacce. Come detto in precedenza, in questa versione è molto risentita verso gli umani - di cui non si fida, ad eccezione di Aurora, verso la quale svilupperà un forte legame affettivo - sia per il trauma subito, sia per il terrore che essi le dimostrano, ma alla fine sarà proprio grazie a Malefica che i regni si uniranno, portando pace e amore fra il popolo della Brughiera e quello degli Uomini.

### Poteri e abilità
Malefica possiede poteri come telecinesi, telepatia, capacità di trasformare altre persone o animali in qualunque altro essere vivente, capacità di controllare gli eventi atmosferici, volo tramite due possenti ali, emissioni di energia, capacità di creare campi di forza magici e anche una vulnerabilità al ferro (metallo noto per essere letale per gli esseri magici). In Once Upon a Time le vengono attribuite anche abilità fisiche superiori a quelle degli esseri umani (forza e agilità molto elevate), il potere di trasformare altri esseri viventi oltre a sé stessa, la telecinesi e l'emissione di raggi di energia. È inoltre confermato che i suoi poteri non dipendono esclusivamente dal suo scettro, ma sono abilità già in suo possesso. Inoltre nel sequel Maleficent 2 del 2019 viene mostrato che Malefica è l'ultima discendente diretta della Fenice e per questo possiede dei poteri che nessun altro suo simile ha. Nella battaglia finale del film si vede Malefica risorgere dalle proprie ceneri esattamente come una fenice, trasformandosi in questo animale e mostrando poteri straordinari.

#### Trasformazioni

##### Forma umana
Questo è lo stadio originale del personaggio. In questa forma Malefica si presenta con le sembianze di una donna alta, con la pelle verde, gli occhi gialli e due lunghe corna nere sulla testa. Veste un ampio mantello nero all'esterno e violaceo all'interno; indossa anche un anello d'oro con incastonata una grossa pietra ovale nera. Infine porta con sé uno scettro con una sfera verde, attraverso il quale scaglia i suoi incantesimi.

##### Forme di sfera luminosa, arcolaio e cometa
Queste sono le altre forme nella quale Malefica riesce a trasformarsi. La prima la usa per ipnotizzare Aurora e attirarla a sé, la seconda invece la usa per farle pungere il dito e avverare così la sua maledizione e la terza invece la usa per volare e la usa alla fine per andare al castello di Stefano in vista della sua battaglia con Filippo.

##### Forma di drago
Questa forma è quella più potente della strega, che usa come ultimo asso nella manica per sconfiggere il principe Filippo. Si presenta con un corpo nero, con ventre viola, unghie affilate, 4 punte sul collo e altre sul dorso, con altre tre sulla coda. Le ali trasparenti sono medio-grandi, ma il Drago non ha mai volato (probabilmente poteva farlo, come succede in Kingdom Hearts Birth by Sleep). Come abilità è capace di sputare fiamme verdastre-giallognole ed è capace di mordere. La strega non parla in questa forma ma ride due volte (la prima quando si trasforma, la seconda quando fa cadere lo scudo a Filippo) e urla quando riceve la spada nel cuore, ma si può supporre che non abbia mai parlato perché era troppo presa dallo scontro. Una volta trasformata, spara un potente attacco di fuoco contro il principe Filippo, che cade da cavallo, ma il ragazzo non cede; il Drago distrugge il ponte, ma il principe si rifugia nella foresta di rovi, riuscendo ad attaccare di sorpresa il Drago con un colpo di spada sul muso. Quest'ultimo incenerisce la foresta di rovi con una fiammata, ma Filippo si arrampica su una roccia; il Drago lo insegue fino a un burrone, ne approfitta per far cadere lo scudo del principe e si appresta ad un ultimo attacco, ma il ragazzo con l'aiuto delle fatine lo anticipa colpendolo al cuore con la spada. Malefica lancia un urlo spaventoso e invano tenta di trascinare con sé il principe nel burrone, dove muore dissolvendosi.

##### Forma di fenice
Nel film Maleficent - Signora del male vediamo Malefica trasformarsi in una fenice dopo essersi sacrificata per Aurora dal colpo di balestra con la punta della freccia avvolta con il concentrato di polvere di ferro e fiore di tomba, nuova letale arma contro gli esseri fatati, inferto dalla regina Ingrid. Dopo ciò, Malefica si incenerisce per poi rinascere sotto forma di Fenice, grazie alla quale potrà salvare Aurora e riguadagnarsi il rispetto di tutte le creature della foresta.

## Altri media
- Malefica appare spesso nella serie TV House of Mouse - Il Topoclub e nel film tratto dalla serie Topolino & i cattivi Disney con la voce di Angiolina Quinterno. In un episodio della serie esce con Ade, il cattivo di Hercules; durante il film invece sembra essere attratta particolarmente da Chernabog (Fantasia).
- Malefica ha un ruolo anche nello spettacolo Disney Fantasmic! a Disneyland.
- Malefica compare come antagonista nella serie di videogiochi oltre che nel manga di Kingdom Hearts.
- Inoltre Malefica è la protagonista cattiva del racconto di Ridley Pearson The Kingdom Keepers.
- In Maleficent's Revenge, romanzo illustrato che fa da seguito al film e si svolge due anni dopo di esso, Malefica è resuscitata da Diablo (tornato in vita per via di un'eclissi solare che ha annullato l'incantesimo di Serena) e dai suoi sgherri, e cerca vendetta nei confronti di Aurora e Filippo, minacciando di trasformare in pietra il principe e i loro genitori. Tuttavia, la principessa si offre volontariamente alla strega in cambio della vita delle persone che ama, venendo di nuovo indotta a un sonno magico. Per liberarla Filippo ingaggerà nuovamente una lotta con Malefica, mutatasi nuovamente in drago, e riuscendo a farla suicidare facendole mordere la sua stessa coda con i suoi denti velenosi, e liberando in questo modo dalla maledizione la sua amata.
- Malefica fa un'apparizione cameo nella serie La sirenetta, in quanto il drago marino apparso in una puntata è pressoché identico a lei in forma di drago. Un cameo simile succede nella serie animata di Timon e Pumbaa.
- Malefica è interpretata dall'attrice Kristin Bauer nella prima e nella quarta stagione della serie televisiva C'era una volta, trasmessa dal canale statunitense ABC. Il personaggio fa chiaro riferimento al personaggio Disney (il canale ABC è infatti di proprietà Disney), poiché oltre a portarne il nome, indossa un copricapo che ne ripropone le inconfondibili corna e può trasformarsi in drago. La differenza più evidente è invece rappresentata dal fatto che Malefica qui porti i capelli lunghi e biondi. Ha una figlia di nome Lily, avuta da un altro mutaforma chiamato Zorro.
- Malefica compare anche nel manga Kilala Princess. Qui si presenta al ricevimento per il diciassettesimo compleanno di Aurora sotto le mentite spoglie di Lady Malecent. In dono porta una rara rosa (avvelenata), ma la protagonista Kilala riesce a distruggerla prima che Aurora la tocchi. Successivamente, Malefica sorprende Aurora e Kilala e le avvolge con i suoi rovi velenosi.
- È l'antagonista principale nel film Disney per la televisione Descendants come madre di Mal, una dei personaggi principali. Kristin Chenoweth interpreta il ruolo di Malefica. In Descendants 3 si scopre che sua figlia è nata da una relazione con Ade e che quest'ultimo le abbandonò poco dopo.
- Malefica appare nel cortometraggio dei Simpson "I Simpson in Plusaversary" per festeggiare l'anniversario di Disney+. Nel bar di Boe viene organizzata una festa con tutti i personaggi provenienti dalle varie compagnie Disney e Malefica controlla gli invitati sulla lista.
- Nell'episodio 42 dell'anime Card Captor Sakura uno dei personaggi si traveste da Malefica.
- Nel romanzo "Once Upon a Dream" della saga Disney "A Twisted Tale", Malefica crea una sorta di "mondo onirico" o dimensione parallela in cui Aurora e gli altri abitanti del regno sono intrappolati. Questo mondo è modellato sui sogni e le percezioni di Aurora, e Malefica lo controlla, rendendolo un luogo pericoloso e ingannevole. Inizialmente, nel mondo creato da Malefica, Aurora crede che i suoi genitori e le tre fate siano malvagi e che Malefica sia colei che ha salvato il regno dalla loro tirannia. Questo dimostra la profonda manipolazione psicologica che Malefica esercita su Aurora. Malefica ha dei "sgherri" che seguono ogni mossa di Aurora all'interno di questo mondo onirico, cercando di impedirle di scoprire la verità e di risvegliarsi.La forza di Malefica e il mantenimento di questo mondo onirico sono legati alla condizione di Aurora e degli altri. Sembra che Malefica tragga potere dal sonno e dall'incubo che ha creato.
- Malefica appare in Once Upon a Studio.
- In LEGO Disney Princess: The Castle Quest, Gaston chiama un drago nero identico a quello in cui si trasforma Malefica per sconfiggere le principesse, venendo poi ucciso da questa ultima.